# Claude Giroux (wrestler)
Claude Giroux, maggiormente conosciuto con i ring name Dink the Clown e Tiger Jackson (Saint-Jean-sur-Richelieu, 13 luglio 1956), è un wrestler canadese.
Giroux è un lottatore affetto da nanismo la cui carriera dura da oltre 20 anni. Il suo periodo di maggiore notorietà lo ebbe tra il 1993 e il 1995 quando interpretò Dink, la spalla di Doink the Clown, nella World Wrestling Federation. Oltre alla gimmick di Dink the Clown, in WWF lottò anche come Tiger Jackson negli anni ottanta e come  The Macho Midget nei primi anni novanta.

## Tiger Jackson
Giroux esordì nel wrestling alla fine degli anni settanta dopo essere stato addestrato da Little Brutus e Sky Low Low, con il ring name "Tiger Jackson". Dato che i midget wrestler erano visti come uno spettacolo secondario della "versione alta", Giroux tendeva a viaggiare di promozione in promozione invece di rimanere in un'area per molto tempo. All'inizio della sua carriera, lottò in molti territori della National Wrestling Alliance, nella World Wrestling Council di Porto Rico e anche in Germania. Fece anche qualche apparizione nella World Wrestling Federation a partire dal 1982, spesso in coppia con il fratello Lionel Giroux che lottava come "Little Beaver".
Alla fine del 1992 firmò un contratto con la  WWF e cominciò ad assistere i Bushwhackers nel corso del loro feud con i Beverly Brothers. I Beverly reclutarono "Little Louie" per essere alla pari, ma con scarso successo perdendo a causa della combinazione dei Bushwhackers e Tiger Jackson più e più volte, inclusa una sconfitta in prima serata nello speciale Road to WrestleMania IX mostrato il 28 marzo.

## Imitazioni
In Messico esiste la tradizione che i midget wrestler debbano imitare le loro controparti "a grandezza naturale", come i lottatori Mascarita Sagrada e Mascara Sagrada. Negli anni novanta, Claude Giroux seguì la tradizione durante la sua permanenza nella WWF, apparendo come la versione in miniatura di altri lottatori.

### Macho Midget
La sua prima imitazione fu il risultato dell'abitudine del wrestler heel Doink the Clown, che aveva un secondo Doink che lo aiutava interferendo durante i match. Durante un incontro tra Doink e Randy Savage a Monday Night Raw, Giroux sbucò da sotto il ring vestito come una versione in miniatura di Savage (istantaneamente battezzata "Macho Midget"). La vista di Macho Midget distrasse Doink tanto da farlo schienare da Macho Man Randy Savage. Dopo questo debutto, Giroux aiutò ancora Randy Savage in qualche occasione ma più che altro tornò ad assistere i Bushwhackers, questa volta come "The Macho Midget".

### Dink the Clown
La sua gimmick più ricordata è "Dink the Clown", la spalla comica di Doink the Clown (all'epoca impersonato da Ray Apollo, quarto ed ultimo wrestler ad indossare la maschera di Doink in WWF). Dink fu introdotto come un "regalo" a Doink the Clown da parte di Babbo Natale nel corso di una puntata di WWF Superstars of Wrestling andata in onda il 27 novembre 1993. Da allora in poi, Dink accompagnò Doink a bordo ring e prese parte agli scherzi fatti ai danni dei suoi avversari. Oltre a svolgere il ruolo di manager/spalla, Giroux occasionalmente lottò come Dink, due volte in pay per view. La prima volta il 20 marzo 1994 a WrestleMania X, in coppia con Doink contro Bam Bam Bigelow e Luna Vachon (venendo sconfitto). La seconda volta alle Survivor Series del 1994 dove, insieme ai compagni "mini clown" Pink e Wink, si unì alla squadra Clowns'R'Us per scontrarsi con Jerry Lawler e i suoi tre "mini king" – Sleazy, Cheesy e Queasy. Dopo aver perso l'incontro, tutti e sei i nani assalirono Jerry Lawler e lo cacciarono dal ring. Giroux lasciò la WWF nella primavera del 1995.

## Dopo la WWF
Quando la gimmick di Dink sfumò nel 1995, Giroux lasciò la WWF, lavorando principalmente nel circuito indipendente da lì in poi. Nel 1997 fece un'apparizione occasionale nella World Championship Wrestling come Tiger Jackson quando la compagnia era in tournée a Montreal.
Nel 2017 Dink fece una breve apparizione a Spring Break di Joey Janela nel primo Clusterfuck match, mordendo Veda Scott sul sedere ed eliminandosi dal match.

## Titoli e riconoscimenti
- Wrestling Observer Newsletter
  - Worst Worked Match of the Year (1994) con Doink, Pink e Wink vs. Jerry Lawler, Sleazy, Queasy e Cheesy alle Survivor Series
- World Wrestling Federation
  - Slammy Award (1)
    - Funniest (1994)